# Tre fiamme (Galmanini)
Tre fiamme es un lámpara de techo diseñada en 1946 por el arquitecto italiano Gualtiero Galmanini en Milán.

## Descripción
La araña de tres llamas es una de las primeras obras italianas de diseño industrial hechas por encargo, está realizada en madera, latón y cuerda, con tres pantallas de linterna en cristal opal.

## Enlaces
- Araña de cielo estrellado (Galmanini)
- Galmanino (Perchero)